# Hypolimnas aurifascia
Hypolimnas aurifascia är en fjärilsart som beskrevs av Mengel 1903. Hypolimnas aurifascia ingår i släktet Hypolimnas och familjen praktfjärilar. Inga underarter finns listade i Catalogue of Life.